# 막심 포티
막심 포티(프랑스어: Maxime Pauty, 1993년 6월 20일~)는 프랑스의 펜싱 선수로 주 종목은 플뢰레이다. 2020년 하계 올림픽 남자 플뢰레 단체전에서 금메달을 획득했다.